# Leptolepida
Leptolepida is een geslacht van vlinders van de familie tandvlinders (Notodontidae), uit de onderfamilie Notodontinae.

## Soorten
- L. henleyi (Warren & Rothschild, 1905)
- L. malangae Bethune-Baker, 1911
- L. rhodesiae Kiriakoff, 1965
- L. varians Kiriakoff, 1962